# Rudolf Hirzel
Pour les articles homonymes, voir Hirzel (homonymie).
Rudolf Hirzel (né le 20 mars 1846 à Leipzig ; décédé le 30 décembre 1917 à Iéna) est un universitaire saxon spécialiste de philologie classique, professeur à l'université de Leipzig (1877–1886), puis à l'université Friedrich-Schiller d'Iéna (1886–1917).

## Ouvrages
- Untersuchungen zu Cicero's philosophischen Schriften. 3 volumes, Leipzig 1877–1883.
- Der Dialog. Ein literarhistorischer Versuch. Leipzig 1895.
- Der Eid. Ein Beitrag zu seiner Geschichte. Leipzig 1902.
- Themis, Dike und Verwandtes. Ein Beitrag zur Geschichte der Rechtsidee bei den Griechen, Leipzig 1907.
- Der Selbstmord. In : Archiv für Religionswissenschaft volume 11 (1908)
- Plutarch, Leipzig 1912.
- Die Person. Begriff und Name derselben im Altertum (1914)
- Der Name. Ein Beitrag zu seiner Geschichte im Altertum und besonders bei den Griechen (1918)